# Заслуженный конструктор Российской Федерации
«Заслу́женный констру́ктор Росси́йской Федера́ции» — почётное звание, входящее в систему государственных наград Российской Федерации.

## Основания для присвоения
Звание «Заслуженный конструктор Российской Федерации» присваивается высокопрофессиональным работникам конструкторских, технологических, научно-исследовательских, производственных и научно-производственных организаций за личные заслуги:
- в разработке и внедрении принципиально новой высокоэффективной техники и технологий, отвечающих по своим технико-экономическим показателям высшему мировому уровню и обеспечивающих решение крупных социально-экономических задач;
- в подготовке квалифицированных конструкторов и технологов для нужд отечественной экономики.

Почётное звание «Заслуженный конструктор Российской Федерации» присваивается при наличии у представленного к награде лица документов, подтверждающих прямое участие в разработке и внедрении принципиально новой высокоэффективной техники и технологий.

## Порядок присвоения
Почётные звания Российской Федерации присваиваются указами Президента Российской Федерации на основании представлений, внесённых ему по результатам рассмотрения ходатайства о награждении и предложения Комиссии при Президенте Российской Федерации по государственным наградам.

## История звания
Почётное звание «Заслуженный конструктор Российской Федерации» установлено Указом Президента Российской Федерации от 30 декабря 1995 года № 1341 «Об установлении почётных званий Российской Федерации, утверждении положений о почётных званиях и описания нагрудного знака к почётным званиям Российской Федерации». Тем же указом утверждено первоначальное Положение о почётном звании, в котором говорилось:
Почётное звание «Заслуженный конструктор Российской Федерации» присваивается высокопрофессиональным работникам конструкторских и технологических организаций, научно-исследовательских учреждений, производственных и научно-производственных объединений и предприятий за заслуги в разработке и внедрении принципиально новой высокоэффективной техники и технологии, отвечающих по своим технико-экономическим показателям высшему мировому уровню и обеспечивающих решение крупных экономических проблем.
В настоящем виде Положение о почётном звании утверждено Указом Президента Российской Федерации от 7 сентября 2010 года № 1099 «О мерах по совершенствованию государственной наградной системы Российской Федерации».

## Нагрудный знак
Нагрудный знак имеет единую для почётных званий Российской Федерации форму и изготавливается из серебра высотой 40 мм и шириной 30 мм. Он имеет форму овального венка, образуемого лавровой и дубовой ветвями. Перекрещенные внизу концы ветвей перевязаны бантом. На верхней части венка располагается Государственный герб Российской Федерации. На лицевой стороне, в центральной части, на венок наложен картуш с надписью — наименованием почётного звания.
На оборотной стороне имеется булавка для прикрепления нагрудного знака к одежде. Нагрудный знак носится на правой стороне груди.

## Переходный период
В России до принятия Указа Президента Российской Федерации от 30 декабря 1995 года № 1341 действовали правовые акты об установлении почётных званий РСФСР. После изменения наименования государства с «Российская Советская Федеративная Социалистическая Республика» на «Российская Федерация» (см. Закон РСФСР от 25 декабря 1991 года № 2094-I) в названиях всех почётных званий наименование «РСФСР» было заменено словами «Российской Федерации», таким образом, с 1992 года до 31 марта 1996 года производилось присвоение однотипного почётного звания РСФСР, существовавшего с 1985 года, с тождественным современному наименованием.